# 潘伟芳
潘伟芳（1959年2月—），中华人民共和国政治人物、外交官，曾任中华人民共和国驻阿曼苏丹国特命全权大使、中华人民共和国驻斯洛伐克共和国特命全权大使和中华人民共和国驻约旦哈希姆王国特命全权大使。

## 生平
毕业于上海外国语学院。1977年，进入中华人民共和国外交部工作，先后在驻阿富汗大使馆、外交部西亚北非司、驻伊朗大使馆任职，后任驻伊朗大使馆参赞。1998年，任外交部西亚北非司参赞。1999年，驻英国大使馆参赞。2000年，回国继续担任外交部西亚北非司参赞。2002年，升任外交部西亚北非司副司长。2004年，挂职中国石油天然气集团公司国际工程公司副总经理。2006年11月，出任中华人民共和国驻阿曼大使。2010年，任外交部大使。2013年3月，出任中华人民共和国驻斯洛伐克大使。2015年12月，出任中华人民共和国驻约旦大使。2020年10月，自驻约旦大使离任。

## 家庭
已婚，有一女。